# Strážný (Ralská pahorkatina, 492 m)
Strážný (492 m n. m., německy Hutberg) je vrch v okrese Česká Lípa Libereckého kraje. Leží asi jeden kilometr severovýchodně od obce Radvanec v jejím katastrálním území.
Strážný leží uprostřed linie tří vrchů: na severovýchodním konci je Chudý vrch (434 metrů) a na jihozápadním konci Pomahačův vrch (373 metrů).

## Geomorfologické zařazení
Vrch náleží do celku Ralská pahorkatina, podcelku Zákupská pahorkatina, okrsku Cvikovská pahorkatina, podokrsku Sloupská vrchovina a Svojkovské části.

## Přístup
Automobilem se dá nejblíže přijet do Radvance (či místní části |Maxov) nebo k silnici Sloup–Cvikov. Z různých stran obcházejí vrch turistické trasy: ze severozápadu zelená, ze severu a západu modrá a z východu žlutá. Na vrchol nevede žádná cesta.